# Hans l'intelligente

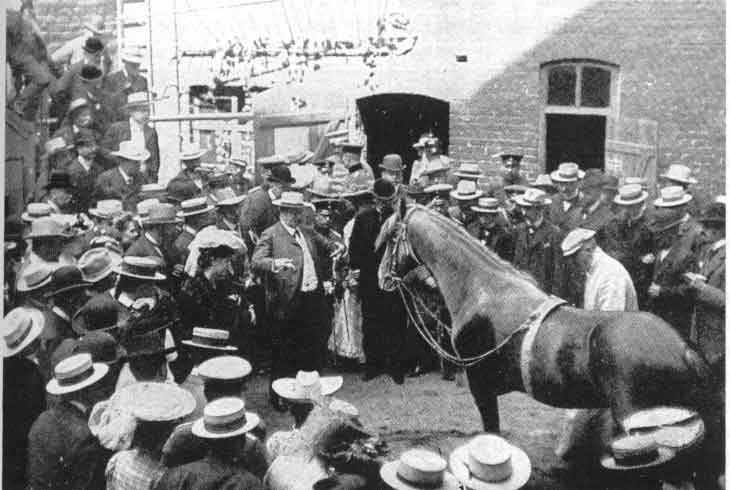
Il cavallo Hans durante un'esibizione

Hans l'intelligente (in tedesco der kluge Hans) era un cavallo di razza Orlov che si riteneva fosse in grado di eseguire operazioni aritmetiche e altre attività logico-intellettive.
Dopo un'indagine formale nel 1911, lo psicologo Oskar Pfungst dimostrò che il cavallo non era in realtà capace di operazioni mentali, ma osservava la reazione degli interlocutori. Pfungst scoprì che il cavallo rispondeva direttamente ai segnali involontari del linguaggio del corpo dell'addestratore, riuscendo a risolvere i problemi che gli venivano sottoposti.
Tale indagine, condotta in particolare sulle reazioni del cavallo alle modifiche comportamentali inconsce dell'interlocutore, ebbe una notevole importanza nello studio dell'effetto aspettativa e dell'intelligenza animale.

## Storia

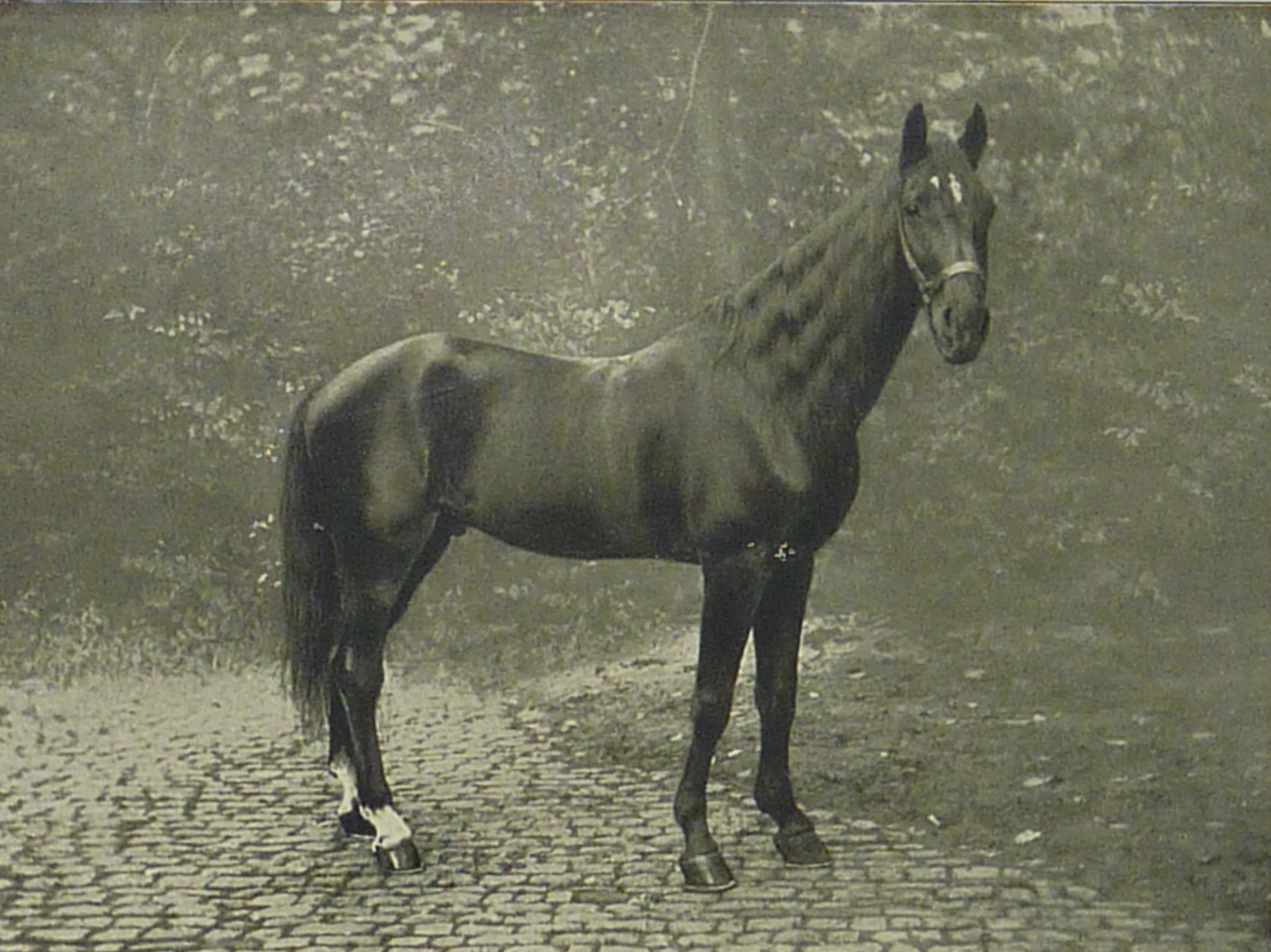
Il cavallo Hans ritratto in una foto scattata nel 1910

Hans era un cavallo di proprietà di Wilhelm von Osten, insegnante di matematica e addestratore di cavalli. Secondo Osten, il suo equino era in grado di sommare, sottrarre, moltiplicare, dividere, lavorare con le frazioni, scandire il tempo, seguire il calendario, differenziare i toni musicali e leggere e capire il tedesco. Alle domande Hans rispondeva indicando o battendo con il proprio zoccolo.
Von Osten fece spettacoli in tutta la Germania e la fama dell'abilità del suo cavallo raggiunse anche gli Stati Uniti d'America.
Dopo la morte di von Osten nel 1909, Hans cambiò più volte proprietari, ma dopo il 1916 se ne perse ogni traccia. Il suo destino rimane sconosciuto.

## Indagine
A causa del grande interesse suscitato dalle performance del cavallo, fu nominata una commissione d'indagine sulle presunte doti intellettive dell'animale.
Lo psicologo Carl Stumpf formò, infatti, un gruppo di 13 persone, noto come "Commissione Hans". Questa commissione era composta da un veterinario, un gestore di circo, un ufficiale di cavalleria, un certo numero di insegnanti di scuola e dal direttore del giardino zoologico di Berlino. Nel settembre del 1904 la commissione concluse che l'esperimento condotto da von Hosten con Hans era esente da trucchi.
Nel 1911 Oskar Pfungst sottopose il cavallo a una serie di prove, effettuando vari test con le seguenti varianti:

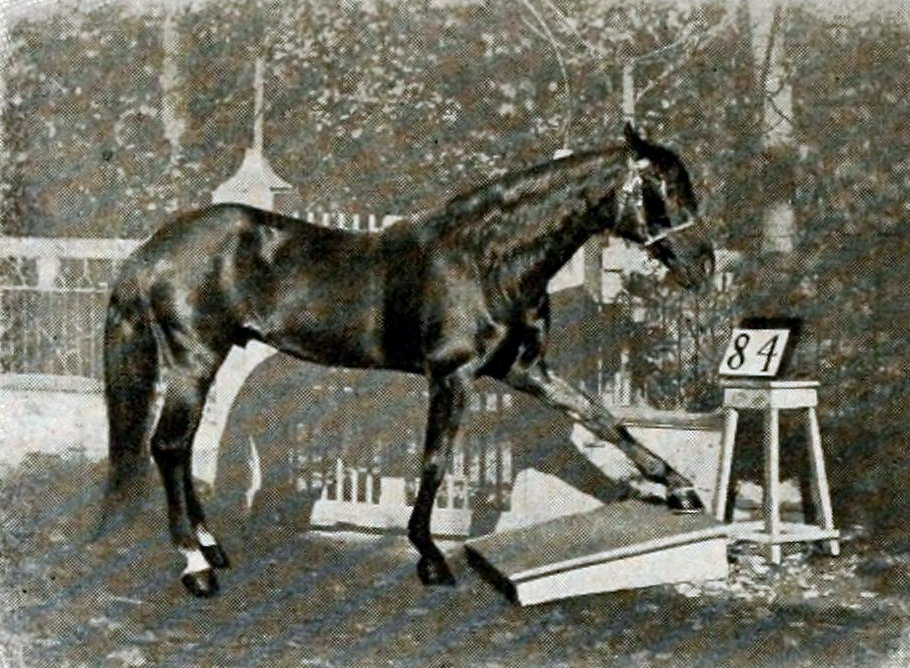
Hans mentre risponde alle domande

- isolamento del cavallo e dell'addestratore dagli spettatori, in modo che nessuno spunto potesse derivare dalla presenza del pubblico;
- domande poste da persona diversa dal padrone del cavallo;
- utilizzo di paraocchi, che consentivano o meno di vedere la persona che rivolgeva le domande;
- utilizzo, per porre le domande, di persone che non conoscevano le risposte.

Alla fine delle prove registrò i seguenti fatti:
- il cavallo rispondeva correttamente, qualunque fosse la persona che poneva le domande;
- non rispondeva esattamente:
quando la persona era fuori del suo campo visivo;
quando la persona ignorava la risposta alla domanda.

Pfungst constatò, pertanto, che il cavallo reagiva agli stimoli visivi del linguaggio corporeo di von Osten, riuscendo a cogliere le involontarie modifiche posturali ed espressive che intervenivano nel corso degli esperimenti.